# Bernardo Clavijo del Castillo
Bernardo Clavijo del Castillo (¿?, c. 1545 - Madrid, 2 de febrero de 1626) fue un compositor, organista y clavecinista español. Fue maestro de capilla y organista de Felipe III, así como organista en la Capilla Real de Madrid.
Su Tiento de 2° Tono por Jesolreut es el ejemplo más antiguo conocido de un tiento de falsas.

## Vida
Poco se sabe sobre los primeros años de vida de Clavijo, aunque a través de los relatos de sus conocidos y su educación, se cree que procede del norte de España. Fue hermano de Diego del Castillo, nacido en Maella, actualmente en la provincia de Zaragoza.
Se casó con María Carrión el 12 de diciembre de 1594 y tuvieron tres hijos: Antonio (n. 1595, organista), Bernardina (n. 1598; compositora e intérprete) y Francisco (n. 1605, compositor y organista). Tras la muerte de su primera esposa, se volvió a casar el 3 de agosto de 1618 con Ana del Valle, con la que tuvo una hija, Ana María.
Falleció el 1 de febrero de 1626 en Madrid.

## Carrera profesional
Después de haber seguido a los militares españoles a Italia, se empleó como músico en la Iglesia de San Pedro en Palermo hacia el 6 de diciembre de 1569.
Hacia 1588 trabajó como organista al servicio del Duque de Alba en la corte virreinal de Nápoles,
Estudió en la Universidad de Oñate de 1588 a 1595 donde obtuvo los títulos de licenciado y maestro, mientras se financiaba los estudios siendo organista de la Catedral de Palencia de 1589 a 1592.
El 3 de abril de 1593 fue contratado como catedrático de música en la Universidad de Salamanca, considerado uno de los cargos más prestigiosos de España durante el Renacimiento tardío. El 10 de enero de 1603 había dejado vacante su cargo en Salamanca y comenzaba su etapa como maestro de capilla y organista de Felipe III, en Valladolid, cuando era capital, y luego en Madrid, sucediendo tanto a su hermano Diego del Castillo (fallecido el 11 de mayo de 1601), como a Hernando de Cabezón. En 1619 pasaría a ser organista de la Capilla Real de Madrid. Su hijo, Francisco Clavijo del Castillo, heredaría el cargo de su padre tras haber ejercido como su asistente.

## Obra
En Roma, en 1588, publicó un libro de 19 motetes, «adecuados tanto para instrumentos como para voces»; 6 motetes de 4, 5, 6 partes y uno de 8 partes.
El incendio en el Real Alcázar de Madrid destruyó una colección de sus obras en 1734, pero se conserva el citado libro de motetes y su Órgano Tiento (Tiento de 2° tono por Jesolreut) de El Escorial. Este tiento es el ejemplo más antiguo conocido de un tiento de falsas, un modelo que consta de una sección de imitación seguida de una sección de contrapunto.